# Priestley Medal
Priestley Medal eller Priestlymedaljen er videnskabspris og den fornemste pris der uddeles af American Chemical Society (ACS). Den gives for fornem tjeneste inden for kemi. Den blev etableret i 1922, og er navngivet efter Joseph Priestley, der opdagede oxygen og immigrerede til USA i 1794. ACS blev etableret i 1876 af en gruppe af landets fremmeste kemikere, der var mødtes i Priestleys hjem to år tidligere.
Priestley Medal bliver ofte givet til videnskabsfolk der har udviklet deres felt, da den skal hædre en livspræstation. Da ACS begyndte at tildele prisen i 1923 var det meningen, at den kun skulle gives hver tredje år, men fra 1944 har den været uddelt årligt.

## Modtagere
1920'erne
- 1923 Ira Remsen[6]
- 1926 Edgar Fahs Smith
- 1929 Francis P. Garvan[7]

1930'erne
- 1932 Charles L. Parsons
- 1935 William A. Noyes[8]
- 1938 Marston T. Bogert

1940'erne
- 1941 Thomas Midgley Jr.[9]
- 1944 James Bryant Conant[10]
- 1945 Ian Heilbron[11]
- 1946 Roger Adams[12]
- 1947 Warren K. Lewis[13]
- 1948 Edward R. Weidlein
- 1949 Arthur B. Lamb[14]

1950'erne
- 1950 Charles A. Kraus
- 1951 E. J. Crane[15]
- 1952 Samuel C. Lind
- 1953 Sir Robert Robinson[16]
- 1954 W. Albert Noyes, Jr. (son of William A. Noyes)
- 1955 Charles A. Thomas
- 1956 Carl S. Marvel
- 1957 Farrington Daniels
- 1958 Ernest H. Volwiler
- 1959 Hermann Irving Schlesinger

1960'erne
- 1960 Wallace R. Brode
- 1961 Louis Plack Hammett
- 1962 Joel H. Hildebrand[17]
- 1963 Peter J. W. Debye[18]
- 1964 John C. Bailar, Jr.
- 1965 William J. Sparks
- 1966 William O. Baker
- 1967 Ralph Connor
- 1968 William G. Young
- 1969 Kenneth S. Pitzer[19]

1970'erne
- 1970 Max Tishler[20]
- 1971 Frederick D. Rossini
- 1972 George B. Kistiakowsky[21]
- 1973 Harold C. Urey[22]
- 1974 Paul J. Flory
- 1975 Henry Eyring
- 1976 George S. Hammond
- 1977 Henry Gilman
- 1978 Melvin Calvin[23]
- 1979 Glenn T. Seaborg[24]

1980'erne
- 1980 Milton Harris
- 1981 Herbert C. Brown
- 1982 Bryce Crawford, Jr.
- 1983 Robert S. Mulliken
- 1984 Linus Pauling[25]
- 1985 Henry Taube
- 1986 Karl A. Folkers
- 1987 John D. Roberts
- 1988 Frank H. Westheimer[26]
- 1989 George C. Pimentel[27]

1990'erne
- 1990 Roald Hoffmann[28]
- 1991 Harry B. Gray[29]
- 1992 Carl Djerassi[30]
- 1993 Robert W. Parry[31]
- 1994 Howard E. Simmons[32]
- 1995 Sir Derek H. R. Barton[33]
- 1996 Ernest L. Eliel[34]
- 1997 Mary L. Good[35]
- 1998 F. Albert Cotton[36]
- 1999 Ronald Breslow[37]

2000'erne
- 2000 Darleane C. Hoffman[38]
- 2001 Fred Basolo[39]
- 2002 Allen J. Bard[40]
- 2003 Edwin J. Vandenberg[41]
- 2004 Elias J. Corey[42]
- 2005 George A. Olah[43]
- 2006 Paul S. Anderson[44]
- 2007 George M. Whitesides[45]
- 2008 Gabor A. Somorjai[46]
- 2009 M. Frederick Hawthorne[47]

2010'erne
- 2010 Richard Zare[48]
- 2011 Ahmed H. Zewail[49]
- 2012 Robert S. Langer[50]
- 2013 Peter J. Stang[51]
- 2014 Stephen J. Lippard[52]
- 2015 Jacqueline Barton[53]
- 2016 Mostafa El-Sayed[54]
- 2017 Tobin J. Marks[55]
- 2018 Geraldine L. Richmond[56]
- 2019 Karl Barry Sharpless[57][58][59]

2020'erne
- 2020 JoAnne Stubbe[60]
- 2021 A. Paul Alivisatos[61]
- 2022 Peter B. Dervan[62]

## References
1. ↑  "Priestley Medal". Funding & Awards. American Chemical Society. Hentet 2013-06-10.
2. ↑  Schofield, Robert E. (2004). The Enlightened Joseph Priestley: A Study of His Life and Work from 1773 to 1804. Pennsylvania State University Press. s. 372. ISBN 978-0-271-02459-2.
3. ↑  Bowden, Mary Ellen; Rosner, Lisa (2005). Joseph Priestley, Radical Thinker. Chemical Heritage Foundation. s. 16. ISBN 978-0-941901-38-3.
4. 1 2 3  Raber, Linda R. (2008-04-07). "85th Anniversary of the Priestley Medal". Chemical & Engineering News. American Chemical Society. Hentet 2013-06-10.
5. ↑  Chemical & Engineering News. "Chemical & Engineering News: ACS News - The Priestley Medalists, 1923-2008". Hentet 3. marts 2016.
6. ↑  Chemical & Engineering News. "Chemical & Engineering News: The Priestly Medal - 1923: Ira Remsen (1846-1927)". Hentet 3. marts 2016.
7. ↑  Chemical & Engineering News. "Chemical & Engineering News: The Priestly Medal - 1929: Francis P. Garvan (1875-1937)". Hentet 3. marts 2016.
8. ↑  Chemical & Engineering News. "Chemical & Engineering News: The Priestly Medal - 1935: William Albert Noyes (1857-1941) and 1954: W. Albert Noyes Jr. (1898-1980)". Hentet 3. marts 2016.
9. ↑  Chemical & Engineering News. "Chemical & Engineering News: The Priestly Medal - 1941: Thomas Midgley Jr. (1889-1944)". Hentet 3. marts 2016.
10. ↑  Chemical & Engineering News. "Chemical & Engineering News: The Priestly Medal - 1944: James Bryant Conant (1893-1978)". Hentet 3. marts 2016.
11. ↑  Chemical & Engineering News. "Chemical & Engineering News: The Priestly Medal - 1945: Ian Morris Heilbron (1886-1959)". Hentet 3. marts 2016.
12. ↑  Chemical & Engineering News. "Chemical & Engineering News: The Priestly Medal - 1946: Roger Adams (1889-1971)". Hentet 3. marts 2016.
13. ↑  Chemical & Engineering News. "Chemical & Engineering News: The Priestly Medal - 1947: Warren K. Lewis (1882-1975)". Hentet 3. marts 2016.
14. ↑  "The Cover . . ". Chemical & Engineering News. 27 (40): 2840. 1949. doi:10.1021/cen-v027n040.p2840. ISSN 0009-2347.
15. ↑  Chemical & Engineering News. "Chemical & Engineering News: The Priestly Medal - 1951: Evan J. Crane (1889-1966)". Hentet 3. marts 2016.
16. ↑  Chemical & Engineering News. "Chemical & Engineering News: The Priestly Medal - 1953: Sir Robert Robinson (1886-1975)". Hentet 3. marts 2016.
17. ↑  Chemical & Engineering News. "Chemical & Engineering News: The Priestly Medal - 1962: Joel H. Hildebrand (1881-1983)". Hentet 3. marts 2016.
18. ↑  Chemical & Engineering News. "Chemical & Engineering News: The Priestly Medal - 1963: Peter J. W. Debye (1884-1966)". Hentet 3. marts 2016.
19. ↑  Chemical & Engineering News. "Chemical & Engineering News: The Priestly Medal - 1969: Kenneth S. Pitzer (1914-1997)". Hentet 3. marts 2016.
20. ↑  Chemical & Engineering News. "Chemical & Engineering News: The Priestly Medal - 1970: Max Tishler (1906-1989)". Hentet 3. marts 2016.
21. ↑  Chemical & Engineering News. "Chemical & Engineering News: The Priestly Medal - 1972: George B. Kistiakowsky (1900-1982)". Hentet 3. marts 2016.
22. ↑  Chemical & Engineering News. "Chemical & Engineering News: The Priestly Medal - 1973: Harold C. Urey (1893-1981)". Hentet 3. marts 2016.
23. ↑  Chemical & Engineering News. "Chemical & Engineering News: The Priestly Medal - 1978: Melvin Calvin (1911-1997)". Hentet 3. marts 2016.
24. ↑  Chemical & Engineering News. "Chemical & Engineering News: The Priestly Medal - 1979: Glenn T. Seaborg (1912-1999)". Hentet 3. marts 2016.
25. ↑  Chemical & Engineering News. "Chemical & Engineering News: The Priestly Medal - 1984: Linus C. Pauling (1901-1994)". Hentet 3. marts 2016.
26. ↑  "ACS 1988 National Award Winners". Chemical & Engineering News. 65 (35): 48. 1987. doi:10.1021/cen-v065n035.p048. ISSN 0009-2347.
27. ↑  Chemical & Engineering News. "Chemical & Engineering News: The Priestly Medal - 1989: George C. Pimentel (1922-1989)". Hentet 3. marts 2016.
28. ↑  "ACS 1990 National Award Winners". Chemical & Engineering News. 67 (37): 32. 1989. doi:10.1021/cen-v067n037.p032. ISSN 0009-2347.
29. ↑  Baum, Ruby M. (1990). "Caltech's Harry B. Gray Wins ACS's Highest Award in Chemistry". Chemical & Engineering News. 68 (23): 25-27. doi:10.1021/cen-v068n023.p025. ISSN 0009-2347.
30. ↑  Baum, Rudy M. (1991). "PRIESTLEY MEDAL". Chemical & Engineering News. 69 (22): 28-31. doi:10.1021/cen-v069n022.p028. ISSN 0009-2347.
31. ↑  Dagani, Ron (1992). "University of Utah's Robert W. Parry Wins 1993 Priestley Medal". Chemical & Engineering News. 70 (21): 21-22. doi:10.1021/cen-v070n021.p021. ISSN 0009-2347.
32. ↑  "Basic Research: A Perspective". Chemical & Engineering News. 72 (11): 27-31. 1994. doi:10.1021/cen-v072n011.p027. ISSN 0009-2347.
33. ↑  Dagani, Ron (1994). "Texas A&M's Derek H. R. Barton Wins 1995 Priestley Medal". Chemical & Engineering News. 72 (21): 39. doi:10.1021/cen-v072n021.p039. ISSN 0009-2347.
34. ↑  Baum, Rudy M. (1995). "PRIESTLEY MEDAL". Chemical & Engineering News. 73 (20): 37-39. doi:10.1021/cen-v073n020.p037. ISSN 0009-2347.
35. ↑  Long, Janice R. (1996). "Mary Lowe Good To Receive 1997 Priestley Medal". Chemical & Engineering News. 74 (20): 36. doi:10.1021/cen-v074n020.p036. ISSN 0009-2347.
36. ↑  Dagani, Ron; Rawls, Rebecca (1997). "Cotton to Receive Priestley Medal". Chemical & Engineering News. 75 (16): 9. doi:10.1021/cen-v075n016.p009. ISSN 0009-2347.
37. ↑  "PRIESTLEY MEDAL PROFILE". Hentet 3. marts 2016.
38. ↑  "PRIESTLEY MEDAL PROFILE: SMALL-TOWN IOWA GIRL MAKES GOOD". Hentet 3. marts 2016.
39. ↑  "C&EN: COVER STORY - PRIESTLY MEDALIST - A CHEMIST FROM COELLO". Hentet 3. marts 2016.
40. ↑  "C&EN: NEWS OF THE WEEK: PRIESTLEY MEDAL GOES TO BARD". Hentet 3. marts 2016.
41. ↑  "C&EN: PRIESTLEY MEDALIST - A POLYMER MAN'S HERCULEAN EFFORT". Hentet 3. marts 2016.
42. ↑  A. MAUREEN ROUHI, C&EN WASHINGTON. "ABOVE AND BEYOND ORGANIC SYNTHESIS". Hentet 3. marts 2016.
43. ↑  "C&EN: LATEST NEWS - OLAH WINS 2005 PRIESTLEY MEDAL". Hentet 3. marts 2016.
44. ↑  Chemical & Engineering News. "Chemical & Engineering News". Hentet 3. marts 2016.
45. ↑  Chemical & Engineering News. "Chemical & Engineering News: Cover Story - Always On The Move". Hentet 3. marts 2016.
46. ↑  Chemical & Engineering News. "Chemical & Engineering News: Cover Story - Surface Science's Sage". Hentet 3. marts 2016.
47. ↑  Rudy Baum. "The 2009 Priestley Medal". Hentet 3. marts 2016.
48. ↑  Celia Henry Arnaud. "Bubbling With Enthusiasm". Hentet 3. marts 2016.
49. ↑  Jacoby, Mitch; Reisch, Marc (2010). "Zewail Wins 2011 Priestley Medal". Chemical & Engineering News. 88 (25): 5. doi:10.1021/cen-v088n025.p005. ISSN 0009-2347.
50. ↑  Melanie L Miller - Chemical engineering (21. juni 2011). "Robert Langer wins top chemistry award". MIT News. Hentet 3. marts 2016.
51. ↑  Elizabeth K. Wilson. "Peter J. Stang Named Priestley Medalist". Hentet 3. marts 2016.
52. ↑  Halford, Bethany (2013-06-10). "Stephen Lippard Named Priestley Medalist". Chemical & Engineering News. American Chemical Society. Hentet 2013-06-10.
53. ↑  Wilson, Elizabeth K. (2014-06-10). "Jacqueline Barton Named Priestley Medalist". Chemical & Engineering News. American Chemical Society. Hentet 2013-06-12.
54. ↑  "GT | Georgia Institute of Technology - News Center - Mostafa El-Sayed Wins 2016 Priestley Medal". www.news.gatech.edu. Arkiveret fra originalen 25. april 2019. Hentet 2015-08-19.
55. ↑  Wilson, Elizabeth K. (2016-06-20). "Tobin Marks Wins Priestley Medal". Chemical & Engineering News. American Chemical Society. Hentet 2016-06-20.
56. ↑  Kemsley, Jyllian (2017-06-07). "Geraldine Richmond named 2018 Priestley Medalist". Chemical & Engineering News. American Chemical Society. Hentet 2017-06-08.
57. ↑  "2019 Priestley Medal goes to K. Barry Sharpless | Scripps Research". www.scripps.edu. Hentet 2019-04-08.
58. ↑  "2019 Priestley Medalist K. Barry Sharpless works magic in the world of molecules". Chemical & Engineering News (engelsk). Hentet 2019-04-08.
59. ↑  "K. Barry Sharpless named 2019 Priestley Medalist". Chemical & Engineering News (engelsk). Hentet 2019-04-08.
60. ↑  Celia Henry Arnaud. "JoAnne Stubbe Named 2020 Priestley Medalist". Hentet 19. juni 2019.
61. ↑  Paul Alivisatos Named 2021 Priestley Medalist
62. ↑  Peter Dervan Named 2022 Priestley Medalist

## Yderligere læsning
- Charles L. Parsons (1932). "Priestley memorial and medal". Journal of Chemical Education. 9 (4): 643. Bibcode:1932JChEd...9..643P. doi:10.1021/ed009p643.